# 福岡労働局
福岡労働局（ふくおかろうどうきょく）は、福岡県福岡市博多区にある日本の都道府県労働局で、福岡県を管轄している。

## 所在地
- 本局 福岡県福岡市博多区博多駅東二丁目11番1号 福岡合同庁舎新館4-6階、本館1階

## 組織
局長
- 総務部
  - 総務課、企画室、労働保険徴収課、労働保険適用室
- 労働基準部
  - 監督課、安全課、健康課、賃金課、労災補償課
- 職業安定部
  - 職業安定課、職業対策課、需給調整事業課、求職者支援室
- 雇用均等室

## 出先機関

### 労働基準監督署
労働基準監督署の名称、位置及び管轄区域については、厚生労働省組織規則（平成13年1月6日厚生労働省令第1号）別表第4で定められている。
| 労働基準監督署名称             | 所在地           | 管轄区域 |
| ------------------------------ | ---------------- | --- |
| 福岡中央労働基準監督署         | 福岡市中央区     | 福岡市（博多区、中央区、南区、西区、城南区、早良区）、筑紫野市、春日市、大野城市、太宰府市、糸島市、那珂川市 |
| 福岡東労働基準監督署           | 福岡市東区       | 福岡市（東区）、宗像市、古賀市、福津市、糟屋郡（宇美町、篠栗町、志免町、須恵町、新宮町、久山町、粕屋町）     |
| 北九州西労働基準監督署         | 北九州市八幡西区 | 北九州市（若松区、戸畑区、八幡東区、八幡西区）、中間市、遠賀郡（芦屋町、水巻町、岡垣町、遠賀町）             |
| 北九州東労働基準監督署         | 北九州市小倉北区 | 北九州市（小倉北区、小倉南区）                                                                               |
| 北九州東労働基準監督署門司支署 | 北九州市門司区   | 北九州市（門司区）                                                                                           |
| 行橋労働基準監督署             | 行橋市           | 行橋市、豊前市、京都郡（苅田町、みやこ町）、築上郡（吉富町、上毛町、築上町）                                 |
| 久留米労働基準監督署           | 久留米市         | 久留米市、大川市、小郡市、うきは市、朝倉市、朝倉郡（筑前町、東峰村）、三井郡（大刀洗町）、三潴郡（大木町）   |
| 大牟田労働基準監督署           | 大牟田市         | 大牟田市、柳川市、みやま市                                                                                   |
| 八女労働基準監督署             | 八女市           | 八女市、筑後市、八女郡（広川町）                                                                             |
| 飯塚労働基準監督署             | 飯塚市           | 飯塚市、嘉麻市、嘉穂郡（桂川町）                                                                             |
| 直方労働基準監督署             | 直方市           | 直方市、宮若市、鞍手郡（小竹町、鞍手町）                                                                     |
| 田川労働基準監督署             | 田川市           | 田川市、田川郡（香春町、添田町、糸田町、川崎町、大任町、赤村、福智町）                                       |

### 公共職業安定所（ハローワーク）
公共職業安定所とその出張所の名称、位置及び管轄区域については、厚生労働省組織規則別表第5で定められている。
| 公共職業安定所名称             | 所在地           | 管轄区域 |
| ------------------------------ | ---------------- | --- |
| 福岡中央公共職業安定所         | 福岡市中央区     | 福岡市（博多区、中央区、南区（那の川1 - 2丁目）、城南区、早良区）、糟屋郡（宇美町、志免町、須恵町）                                                                     |
| 福岡東公共職業安定所           | 福岡市東区       | 福岡市（東区）、宗像市、古賀市、福津市、糟屋郡（篠栗町、新宮町、久山町、粕屋町）                                                                                        |
| 福岡南公共職業安定所           | 春日市           | 福岡市（南区（那の川1 - 2丁目を除く））、筑紫野市、春日市、大野城市、太宰府市、那珂川市                                                                                 |
| 福岡西公共職業安定所           | 福岡市西区       | 福岡市（西区）、糸島市 |
| 八幡公共職業安定所             | 北九州市八幡西区 | 北九州市（八幡東区、八幡西区）、中間市、遠賀郡（芦屋町、水巻町、岡垣町、遠賀町） （事業主の雇用保険適用手続、求人申込手続については、北九州市（若松区、戸畑区）を含む） |
| 八幡公共職業安定所若松出張所   | 北九州市若松区   | 北九州市（若松区）（事業主の雇用保険適用手続、求人申込手続を除く） |
| 八幡公共職業安定所戸畑分庁舎   | 北九州市戸畑区   | 北九州市（戸畑区）（事業主の雇用保険適用手続、求人申込手続を除く） |
| 小倉公共職業安定所             | 北九州市小倉北区 | 北九州市（小倉北区、小倉南区） |
| 小倉公共職業安定所門司出張所   | 北九州市門司区   | 北九州市（門司区） |
| 行橋公共職業安定所             | 行橋市           | 行橋市、京都郡（苅田町、みやこ町）、築上郡（築上町） |
| 行橋公共職業安定所豊前出張所   | 豊前市           | 豊前市、築上郡（吉富町、上毛町） |
| 飯塚公共職業安定所             | 飯塚市           | 飯塚市、嘉麻市、嘉穂郡（桂川町） |
| 直方公共職業安定所             | 直方市           | 直方市、宮若市、鞍手郡（小竹町、鞍手町） |
| 田川公共職業安定所             | 田川市           | 田川市、田川郡（香春町、添田町、糸田町、川崎町、大任町、赤村、福智町）                                                                                                  |
| 大牟田公共職業安定所           | 大牟田市         | 大牟田市、柳川市、みやま市 |
| 久留米公共職業安定所           | 久留米市         | 久留米市（城島町を除く）、小郡市、うきは市、三井郡（大刀洗町） |
| 久留米公共職業安定所大川出張所 | 大川市           | 久留米市（城島町）、大川市、三潴郡（大木町） |
| 八女公共職業安定所             | 八女市           | 八女市、筑後市、八女郡（広川町） |
| 朝倉公共職業安定所             | 朝倉市           | 朝倉市、朝倉郡（筑前町、東峰村） |

## 管轄
- 福岡県全域

## てんかん患者への差別問題
福岡労働局が2012年7月に福岡県内の各高校に対し、翌2013年に卒業予定の就職希望者について、てんかん患者は主治医の意見書をハローワークに提出するよう求めていたことが2014年に判明した。てんかん患者によって引き起こされたとされる京都祇園軽ワゴン車暴走事故以降、雇用側が警戒していることを受けてのものと見られているが、雇用での差別的取扱を禁じた職業安定法に抵触する可能性があるとして、厚生労働省が同労働局に是正指導したうえ、全国の各労働局にも再発防止を指示している。